# 乌留姆河
乌留姆河（俄语：Река Урюм）或雨龙川（日语：／）是萨哈林州阿尼瓦区的河流，源起南卡梅绍维山脉忧郁山，长51公里，流域面积293平方公里，注入阿尼瓦湾。